# Komunikacijski podatki
Komunikacijski podatki
Podatki o komunikacijah (včasih označeni kot podatki o prometu ali metapodatki) se nanašajo na informacije o komunikaciji.
Podatki o komunikacijah so del sporočila, ki ga je treba razlikovati od vsebine sporočila. Vsebuje podatke o izvoru, cilju, poti, času, datumu, velikosti, trajanju ali vrsti osnovne storitve sporočila. [1]